# Asimetría hedónica
Se entiende como asimetría hedónica a la idea de que el placer naturalmente disminuye cuando la satisfacción se mantiene a lo largo del tiempo, mientras que el dolor emocional puede persistir en condiciones adversas continuas. Esto ocurre porque la adversidad viola constantemente los objetivos personales, manteniendo activas las emociones negativas. El psicólogo neerlandés Nico Frijda describe esto como una "ley dura y amarga", ya que resalta la naturaleza implacable de las emociones como señales que exigen una respuesta. A diferencia de algunas emociones que pueden desvanecerse, las emociones negativas perduran mientras persistan las condiciones adversas, lo que hace que esta ley sea implacable. Sin embargo, investigaciones sugieren que en ciertos contextos—como el consumo de alimentos y el comportamiento del consumidor—las emociones positivas pueden ser más dominantes, moldeando las preferencias y experiencias. Esta interacción entre emociones positivas y negativas influye en la toma de decisiones, las relaciones y el bienestar general, a menudo requiriendo un esfuerzo consciente para mantener estados emocionales positivos a través de prácticas como la gratitud, la atención plena y la reformulación cognitiva.

## Ejemplos

### Investigación general sobre emociones
El estudio de las emociones en la investigación psicológica tiende a enfatizar las emociones negativas más que las positivas. Esto es evidente en la clasificación de emociones básicas, donde las emociones negativas son a menudo más numerosas (por ejemplo, Ekman, 1972; Plutchik, 1980). Una tendencia similar se observa en la investigación sobre emociones relacionadas con los alimentos, que examina principalmente las respuestas emocionales negativas vinculadas a comportamientos alimentarios no saludables. Comprender estos patrones emocionales puede ayudar en el desarrollo de intervenciones efectivas para gestionar o prevenir trastornos alimentarios. Sin embargo, en individuos sin tales condiciones, los aspectos emocionales del consumo de alimentos siguen siendo un área importante de estudio.

### Consumo de alimentos
Una investigación publicada por el Instituto Multidisciplinario de Publicaciones Digitales destaca la predominancia de emociones positivas en las experiencias relacionadas con los alimentos, un fenómeno conocido como Teoría de la Asimetría Positiva. Esta teoría sugiere que los consumidores generalmente asocian los alimentos con emociones positivas debido a las preferencias hedónicas, el atractivo sensorial y las experiencias pasadas. Sin embargo, también pueden surgir emociones negativas, aunque se informan con menos frecuencia. Estudios previos confirman que las personas emplean abrumadoramente un lenguaje positivo al describir los alimentos, mientras que las emociones negativas ocurren de manera selectiva, a menudo vinculadas a atributos sensoriales específicos o experiencias negativas previas. Comprender estas asociaciones emocionales ayuda a predecir el comportamiento del consumidor, las preferencias de productos y las tendencias del mercado en el consumo de alimentos y bebidas.

### Productos de consumo
Se ha encontrado que las emociones provocadas por los productos de consumo tienden principalmente a ser positivas, lo que difiere del enfoque general en la investigación sobre emociones, que pone énfasis en las emociones negativas. Las emociones negativas generalmente están relacionadas con la acción inmediata y los instintos de supervivencia, mientras que las emociones positivas fomentan la inversión en productos al mejorar el bienestar y expandir las posibilidades cognitivas y conductuales. Las emociones positivas también contribuyen al crecimiento personal y los recursos. Para comprender mejor estas emociones relacionadas con los productos, se necesitan nuevas teorías y herramientas para describir y medir las preocupaciones y evaluaciones que diferencian las emociones positivas en las relaciones humanas-producto. Además, es importante examinar cómo estas emociones influyen en el comportamiento del consumidor y en las experiencias con los productos.